# Carlos Reutemann
Carlos Alberto Reutemann (Santa Fe, Argentina, 12. travnja 1942. − Santa Fe, Argentina, 7. srpnja 2021.), često zvan "Lole", bio je argentinski vozač automobilističkih utrka. 
U Formuli 1 nastupao je od 1972. do 1982. te ostvario 12 pobjeda, 46 postolja i 6 najboljih startnih položaja. 1981. bio je doprvak sa samo jednim bodom zaostatka za prvakom Nelsonom Piquetom. Oprostio se od Formule 1 nakon VN Brazila 1982., zbog Falklandskog rata koji se tada odvijao između Argentine i Ujedinjenog Kraljevstva. Mnogi su sumnjali da je ovo pravi razlog odlaska Reutemanna iz Formule 1. Natjecao se i u Rellyju te na utrci 24 sata Le Mansa.
Nakon Formule 1 otišao je u politiku. Dva puta je bio Guverner Santa Fea, a bio je i kandidat za argentinskog predsjednika 2003.

## Karijera u Formuli 1
1972. Brabham, 3 boda, 16. mjesto
1973. Brabham, 16 bodova, 7. mjesto
1974. Brabham, 32 boda, 6. mjesto
1975. Brabham, 37 bodova, 3. mjesto
1976. Brabham, Ferrari, 3 boda, 16. mjesto
1977. Ferrari, 42 boda, 4. mjesto
1978. Ferrari, 48 boda, 3. mjesto
1979. Lotus, 20 (25) bodova, 6. mjesto
1980. Williams, 42 (49) boda, 3. mjesto
1981. Williams, 49 bodova, 2. mjesto
1982. Williams, 2 utrke, 6 bodova, 15. mjesto

## Pobjede u Formuli 1
| Sezona | Datum        | Velika Nagrada   | Staza          | Momčad                                                | Šasija         | Motor                    | Grid |
| ------ | ------------ | ---------------- | -------------- | ----------------------------------------------------- | -------------- | ------------------------ | ---- |
| 1974   | 30. ožujka   | Južna Afrika     | Kyalami        | Motor Racing Developments                             | Brabham BT44   | Ford-Cosworth DFV 3.0 V8 | 4    |
| 1974   | 18. kolovoza | Austrija         | Österreichring | Motor Racing Developments                             | Brabham BT44   | Ford-Cosworth DFV 3.0 V8 | 2    |
| 1974   | 6. listopada | SAD              | Watkins Glen   | Motor Racing Developments                             | Brabham BT44   | Ford-Cosworth DFV 3.0 V8 | 1    |
| 1975   | 3. kolovoza  | Njemačka         | Nürburgring    | Martini Racing                                        | Brabham BT44B  | Ford-Cosworth DFV 3.0 V8 | 10   |
| 1977   | 23. siječnja | Brazil           | Interlagos     | Scuderia Ferrari                                      | Ferrari 312T2  | Ferrari 015 3.0 Flat-12  | 2    |
| 1978   | 29. siječnja | Brazil           | Interlagos     | Scuderia Ferrari                                      | Ferrari 312T2  | Ferrari 015 3.0 Flat-12  | 4    |
| 1978   | 2. travnja   | SAD - Zapad      | Long Beach     | Scuderia Ferrari                                      | Ferrari 312T3  | Ferrari 015 3.0 Flat-12  | 1    |
| 1978   | 16. srpnja   | Velika Britanija | Brands Hatch   | Scuderia Ferrari                                      | Ferrari 312T3  | Ferrari 015 3.0 Flat-12  | 8    |
| 1978   | 1. listopada | SAD              | Watkins Glen   | Scuderia Ferrari                                      | Ferrari 312T3  | Ferrari 015 3.0 Flat-12  | 2    |
| 1980   | 18. svibnja  | Monako           | Monaco         | Albilad Williams Racing Team                          | Williams FW07B | Ford-Cosworth DFV 3.0 V8 | 2    |
| 1981   | 29. siječnja | Brazil           | Jacarepaguá    | Albilad Williams Racing Team TAG Williams Racing Team | Williams FW07c | Ford-Cosworth DFV 3.0 V8 | 2    |
| 1981   | 17. svibnja  | Belgija          | Zolder         | Albilad Williams Racing Team TAG Williams Racing Team | Williams FW07c | Ford-Cosworth DFV 3.0 V8 | 1    |

## Vanjske poveznice
- Carlos Reutemann na racing-reference.com
- Carlos Reutemann F1 statistika na statsf1.com